# Oliver Ford Davies

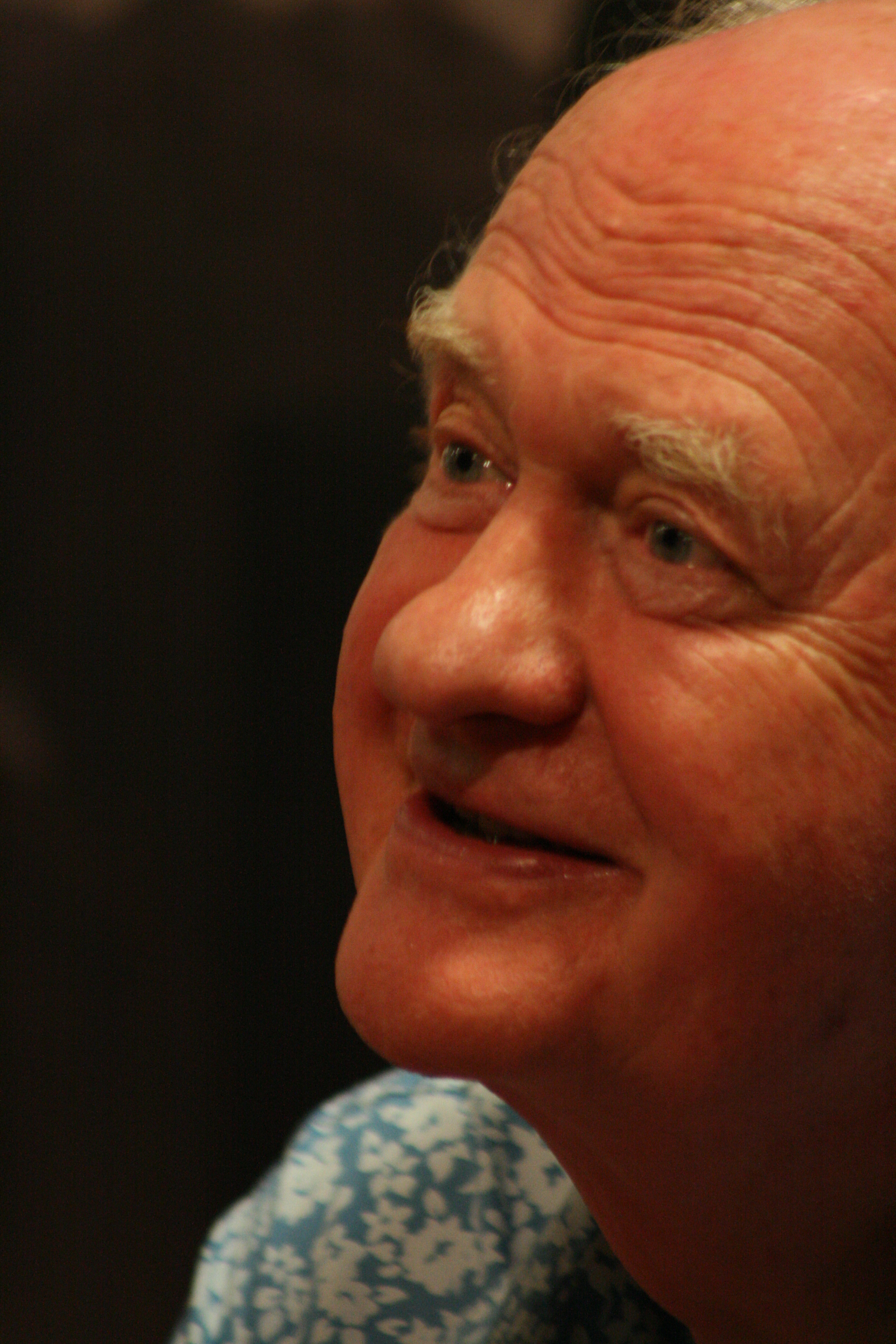
Oliver Ford Davies (2008)

Oliver Robert Ford Davies (* 12. August 1939 in London, England) ist ein britischer Schauspieler und Autor.

## Leben und Karriere
Oliver Ford Davies stand das erste Mal mit elf Jahren auf der Bühne. Zunächst wollte er, wie bereits sein Vater, Lehrer werden und war nach seinem Studium an der Oxford University ab 1964 Geschichtsdozent an der University of Edinburgh. Schließlich wandte er sich aber der professionellen Schauspielerei als Beruf zu und nahm diese 1967 mit 27 Jahren auf, als er am Birmingham Repertory Theatre neben Michael Gambon, Brian Cox und Timothy Dalton ein Mitglied des Theaterensembles wurde. Bis zum schauspielerischen Durchbruch von Davies dauerte es allerdings lange, in den 1980er-Jahren musste er sich zeitweise mit dem Verteilen von Werbepost über Wasser halten. Zum Wendepunkt seiner Karriere wurde sein Auftritt als Priester in David Hares kirchenkritischem Stück Racing Demons, für den er 1990 den Laurence Olivier Award erhielt. Als Theaterschauspieler ist Davies bei der Royal Shakespeare Company sowie beim National Theatre regelmäßig aufgetreten, sowohl in modernen Stücken als auch in Shakespeare-Adaptionen.
Als Film und Fernsehschauspieler war Davies lange nur in kleinen Rollen zu sehen, trat aber vor allem ab den 1990er-Jahren in vielen Literaturverfilmungen auf: In Ang Lees Sinn und Sinnlichkeit (1995) nach Jane Austens Roman spielte er den Doktor Harris, in Mrs. Dalloway (1997) – nach dem gleichnamigen Roman von Virginia Woolf – war er als Hugh Whitebread zu sehen und in der Charles-Dickens-Verfilmung David Copperfield (1999) agierte er für die BBC als alkoholkranker Mr. Wickfield. Davies spielte aber auch in anderen Genres, so verkörperte er in der Rowan-Atkinson-Komödie Johnny English – Der Spion, der es versiebte (2003) den Erzbischof von Canterbury. In den drei ersten Star-Wars-Episoden von George Lucas übernahm Davies die Nebenrolle des Sio Bibble, des Gouverneurs von Naboo. 2012 hatte er in der Serie Game of Thrones einen Gastauftritt in der Rolle des Maester Cressen. Sein deutscher Synchronsprecher bei vielen Filmen ist Horst Lampe.
Davies veröffentlichte zwei Bücher, die bei dem Verlag Nick Hern Books erschienen: Playing Lear, in dem er seine Erfahrungen über diese Rolle mitteilt, und Performing Shakespeare, in dem er einen Blick auf die Schauspielerei bei Shakespeare-Stücken wirft. Er ist seit 1977 mit seiner Schauspielkollegin Jenifer Armitage (* 1946) verheiratet und hat mit ihr ein Kind.

## Filmografie (Auswahl)
- 1968: Contrasts (Fernsehserie, 1 Folge)
- 1973: Kein Pardon für Schutzengel (The Protectors; Fernsehserie, 1 Folge)
- 1986: Button – Im Sumpf der Atommafia (Defence Of The Realm)
- 1988: EastEnders (Fernsehserie, 1 Folge)
- 1989: Scandal
- 1989: Casualty (Fernsehserie, 1 Folge)
- 1990: Vorsicht Arzt (Paper Mask)
- 1991: Inspektor Morse, Mordkommission Oxford (Inspector Morse; Fernsehserie, 1 Folge)
- 1992: Van der Valk (Fernsehserie, 1 Folge)
- 1995: Sinn und Sinnlichkeit (Sense and Sensibility)
- 1997: Ihre Majestät Mrs. Brown (Mrs Brown)
- 1997: Mrs. Dalloway
- 1998: Frontline – Zwischen den Fronten (Titanic Town)
- 1999: David Copperfield (Fernsehfilm)
- 1999: Ein perfekter Ehemann (An Ideal Husband)
- 1999: Star Wars: Episode I – Die dunkle Bedrohung (Star Wars: Episode I – The Phantom Menace)
- 2000: Agatha Christie’s Poirot (Fernsehserie, 1 Folge)
- 2001: Über kurz oder lang (Blow Dry)
- 2001: Revelation – Die Offenbarung (Revelation)
- 2002: Star Wars: Episode II – Angriff der Klonkrieger (Star Wars: Episode II – Attack of the Clones)
- 2003: Blausäure (Sparkling Cyanide, Fernsehfilm)
- 2003: Johnny English – Der Spion, der es versiebte (Johnny English)
- 2003: Die Mutter – The Mother (The Mother)
- 2004: Gladiatress
- 2005: Star Wars: Episode III – Die Rache der Sith (Star Wars: Episode III – Revenge of the Sith)
- 2005: Heidi
- 2005: Inspector Barnaby (Midsomer Murders) Fernsehserie, Staffel 8, Folge 7: Tief unter der Erde (Hidden Depths)
- 2009: Hamlet (Fernsehfilm)
- 2011: The Deep Blue Sea
- 2012: Game of Thrones (Fernsehserie, eine Folge)
- 2013: Agatha Christie’s Marple (Fernsehserie, eine Folge)
- 2015: You, Me and the Apocalypse (Fernsehserie, zwei Folgen)
- 2018: Father Brown (Fernsehserie, eine Folge)
- 2018: Christopher Robin
- 2019: Departure (Fernsehserie, 1 Folge)
- 2022: Triangle of Sadness

## Auszeichnungen
1990 wurde Davies mit dem Laurence Olivier Theatre Award für Racing Demons ausgezeichnet. 2003 und 2009 folgten für zwei weitere Nominierungen für diesen Preis für seine Auftritte in den Stücken Absolutely! (perhaps) und Hamlet.